# Базилика Святой Агнессы на пьяцца Навона
Базилика Святой Агнессы на пьяцца Навона или Сант-Анье́зе-ин-Аго́не (итал. Sant’Agnese in Agone, лат. Sanctae Agnetis in Agone) — титулярная католическая церковь на площади Навона посвящённая раннехристианской мученице Святой Агнессе Римской в Риме. Другие названия церкви:Sant’Agnese de Agone, Sant’Agnese al Circo Agonale, Sant’Agnese de Cryptis Agonis или Sant’Agnese in Piazza Navona. Выдающийся памятник архитектуры римского барокко.

## История и легенды
Церковь построена на площади необычной удлиненной формы, поскольку ранее на этом месте существовал стадион императора Домициана. Отсюда название: агоне (по греческой традиции в Риме так называли соревнования, в частности спортивные состязания на стадионах). Со временем слово «агоне» превратили в итальянское «навона». Христианку Агнессу казнили во времена императора Диоклетиана в 304 году, римский солдат убил её мечом. Ей было около 12 лет. Согласно одной из римских легенд, вначале Агнессу выставили нагой перед толпой на стадионе Домициана, но у неё мгновенно отросли длинные волосы, скрыв наготу. Агнесса была похоронена в римских катакомбах, которые сейчас носят её имя. Череп святой Агнессы (по размеру он соответствует двенадцатилетнему ребёнку) ныне хранится в отдельной капелле церкви Сант-Аньезе-ин-Агоне.
На месте современной церкви ранее стояла базилика, построенная в XII в. по велению понтифика Каллиста II. В 1651 году Джованни Баттиста Памфили (в 1644—1655 годах папа римский Иннокентий X) начал строить на площади Навона фамильный дворец: Палаццо Памфили. Строительство палаццо он поручил Франческо Борромини, а Джироламо Райнальди должен был построить рядом на месте старой церкви новую базилику.
Строительство барочной церкви началось в 1652 году, но вскоре папа Иннокентий отказался от услуг Райнальди, и строительство церкви по своему проекту выполнил Борромини в 1653—1655 годах. Освящение церкви состоялось 17 января 1672 года. В 1949 году церковь была основательно отреставрирована и в 1992 году отдана Римской Епархии. В 1998 года стала титулярной диаконией. С 22 февраля 2014 года кардиналом-дьяконом является немецкий кардинал Герхард Людвиг Мюллер. Помимо богослужений в церкви, в ризнице Борромини каждый четверг и пятницу проводятся концерты духовной музыки эпохи барокко, классической камерной музыки и арий из опер.

## Архитектура
Первый проект церкви, подготовленный архитектором семьи Памфили Джироламо Райнальди и его сыном Карло Райнальди, предусматривал план в виде греческого креста.
Идея двух симметричных башен главного фасада, возможно, возникла под влиянием Дж. Л. Бернини, который строил тогда две башни-колокольни на фасаде собора Св. Петра (недостроенные, они были разобраны). Энтони Блант считал, что идея башен Сант-Аньезе повлияла на двухбашенные постройки североевропейского барокко, хотя в северных странах была своя романо-готическая традиция возведения двухбашенных соборов.
Сложная история строительства церкви повествует о соперничестве архитекторов. Борромини был вынужден следовать проекту Дж. Райнальди, хотя тот был далеко не безупречен. После смерти папы Иннокентия Х в 1655 г. его племянник, Камилло Памфили, не проявил интереса к церкви, и Борромини пришлось прекратить работы в 1657 году. После этого Карло Райнальди Младший, сын Дж. Райнальди, вернулся к строительству и внес ряд изменений в проект Борромини, надстроив башни вторым ярусом. После смерти кардинала Камилло Памфили в 1666 г. его жена Олимпия Альдобрандини поручила дальнейшие работы Бернини, который упростил вогнутый фасад здания, добавил треугольный фронтон с аттиком и раскреповку антаблемента.
В 1668 году сын Олимпии, Камилло, взял на себя ответственность за дальнейшее строительство церкви. Он восстановил Карло Райнальди в качестве архитектора и нанял живописца Чиро Ферри для создания росписи купола (1670). Лестница, ведущая с площади в церковь, была достроена Джузеппе Бараттой только в 1673 году.

## Интерьер
Интерьер церкви образован сложной геометрией плана: в греческий крест вписан квадрат, в который, в свою очередь, вписана окружность. Рукава креста образуют главный вход, расположенный напротив алтарь и две капеллы. Левая капелла посвящена Св. Себастьяну, правая — Св. Агнессе.
Округлый в плане интерьер поражает величием и красотой света и цвета, сочетанием разноцветного мрамора, позолоченной бронзы, рельефов и росписей. Купол украшен росписью на тему Вознесения Марии (Ассунта), или Эмпирей, начатыми в 1670 году Чиро Ферри и завершёнными после его смерти в 1689 году Себастьяно Корбеллини. Пандативы купола расписаны Джованни Батиста Гаулли, протеже Бернини, на тему «Добродетели кардиналов» (1662—1672). В основании барабана купола начертана латинская надпись «Ingressa Agnes turpitudinis locum, angelum Domini praeparatum invenit» (Агнесса вошла в место стыда и встретила ангела Господня, ждущего её).
В сакристии находится картина Паоло Джисмонди «Прославление Святой Агнессы». В главном алтаре — горельеф «Святое семейство с Иоанном Крестителем, его родителями Захарием и Елизаветой» работы Доменико Гвиди (1676—1683). По углам подкупольного квадрата в полукруглых арочных нишах расположены, обрамлённые колоннами и пилястрами, четыре алтаря. В них установлены мраморные, так называемые «живописные горельефы», работы учеников Дж. Л. Бернини: "Смерть Св. Алессия (Дж. Ф. Росси), Мученичество Св. Евстафия (М. Каффа, Э. Феррата), Смерть Св. Чечилии (Э. А. Раджи), «Мученичество Св. Емеренцианы» (Э. Феррата, Л. Ретти).
Над главным входом в интерьере находится надгробие праха папы Иннокентия X, скульптурная композиция работы Дж. Б. Майни (1730).

## Галерея

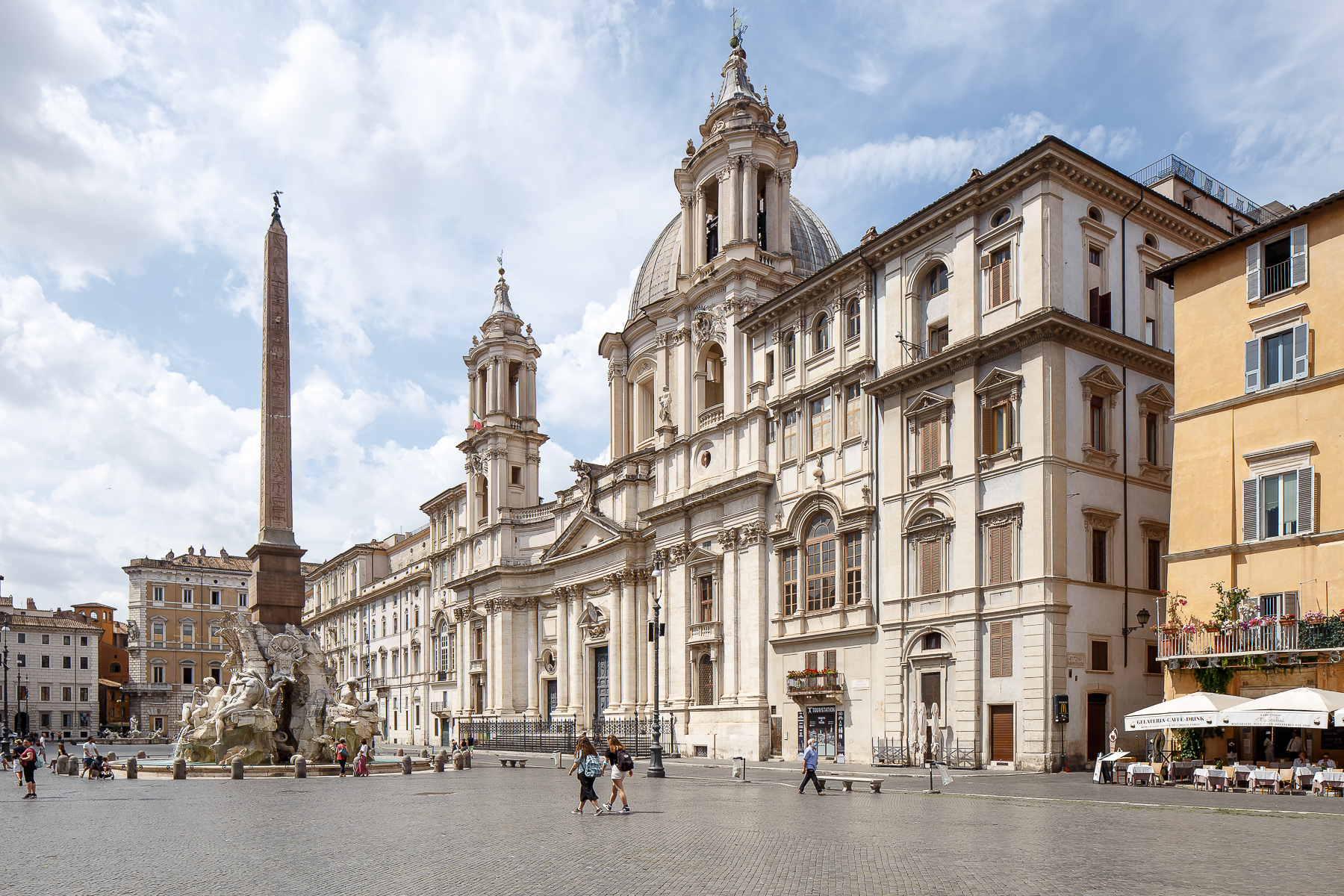
Панорама Площади Навона с церковью и Фонтан Четырёх рек Фонтаном четырёх рек Дж. Л. Бернини
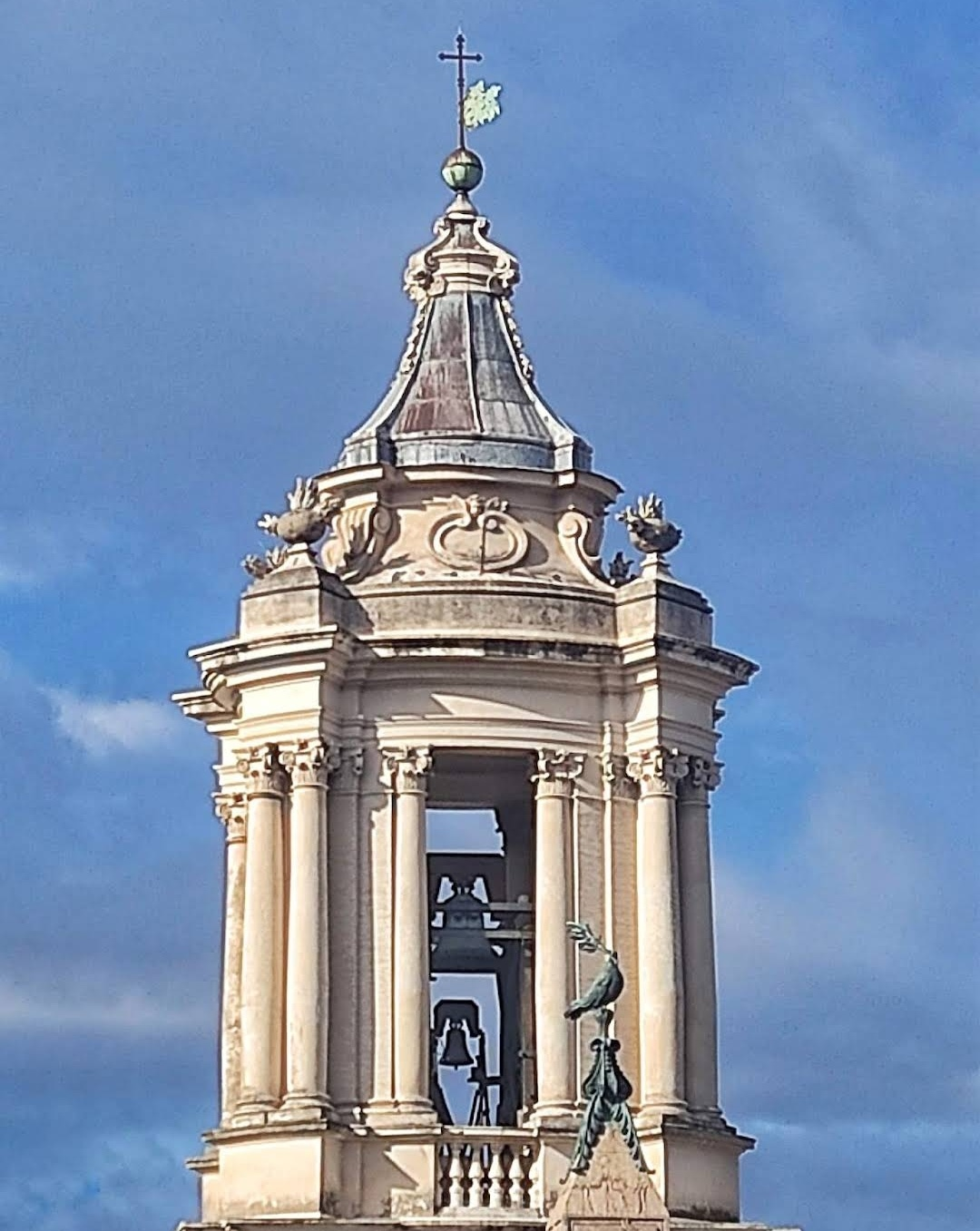
Башня
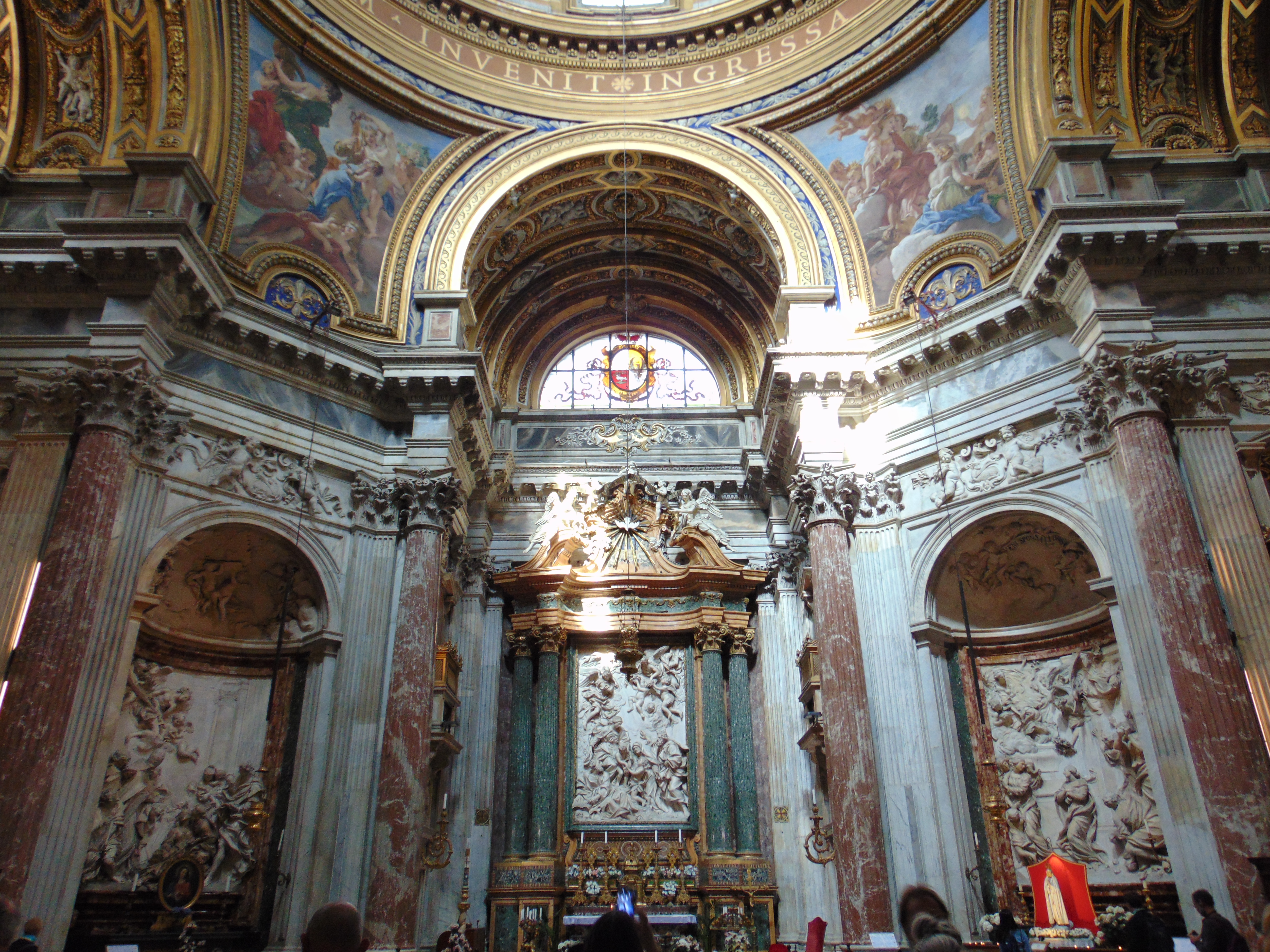
Интерьер
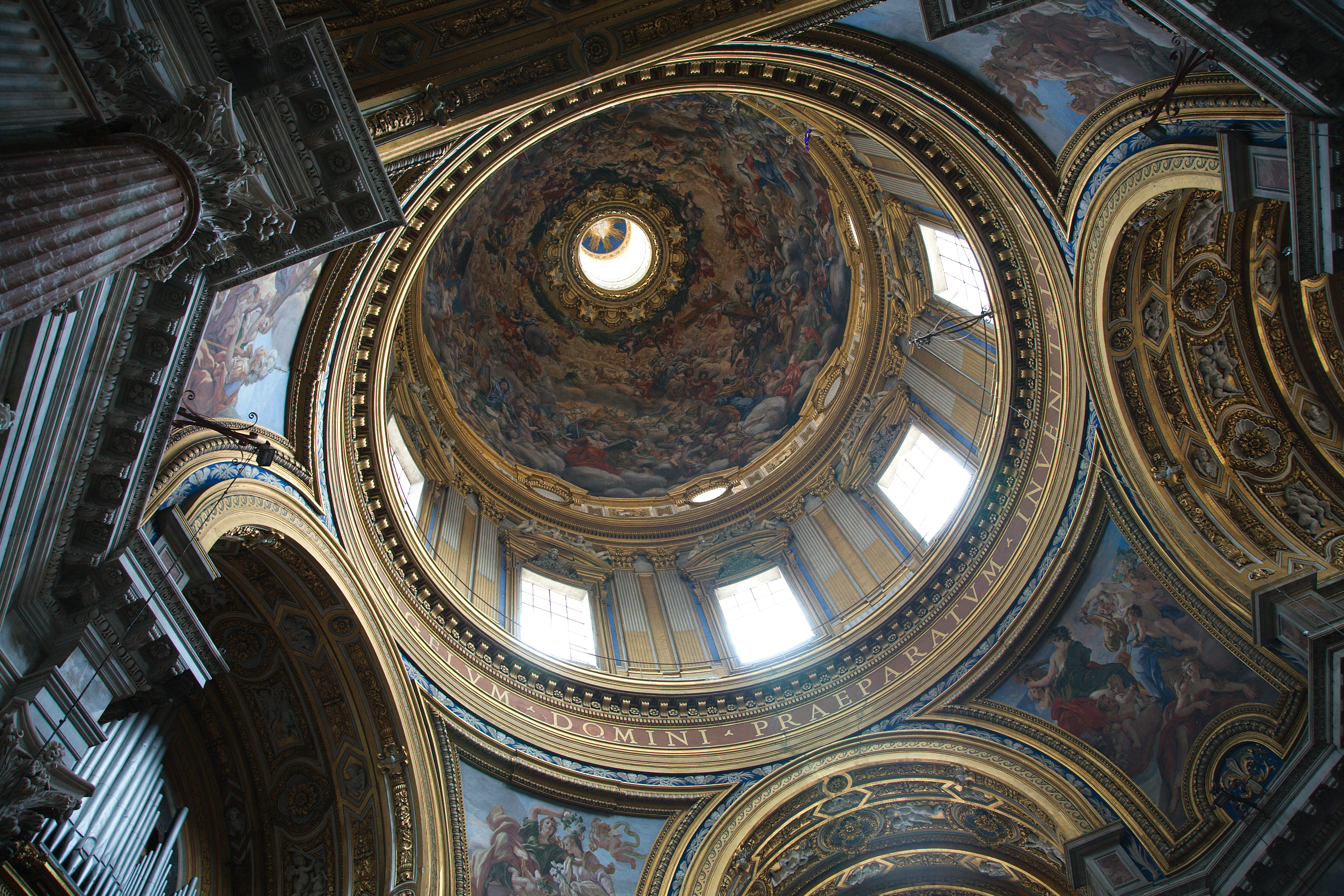
Подкупольное пространство
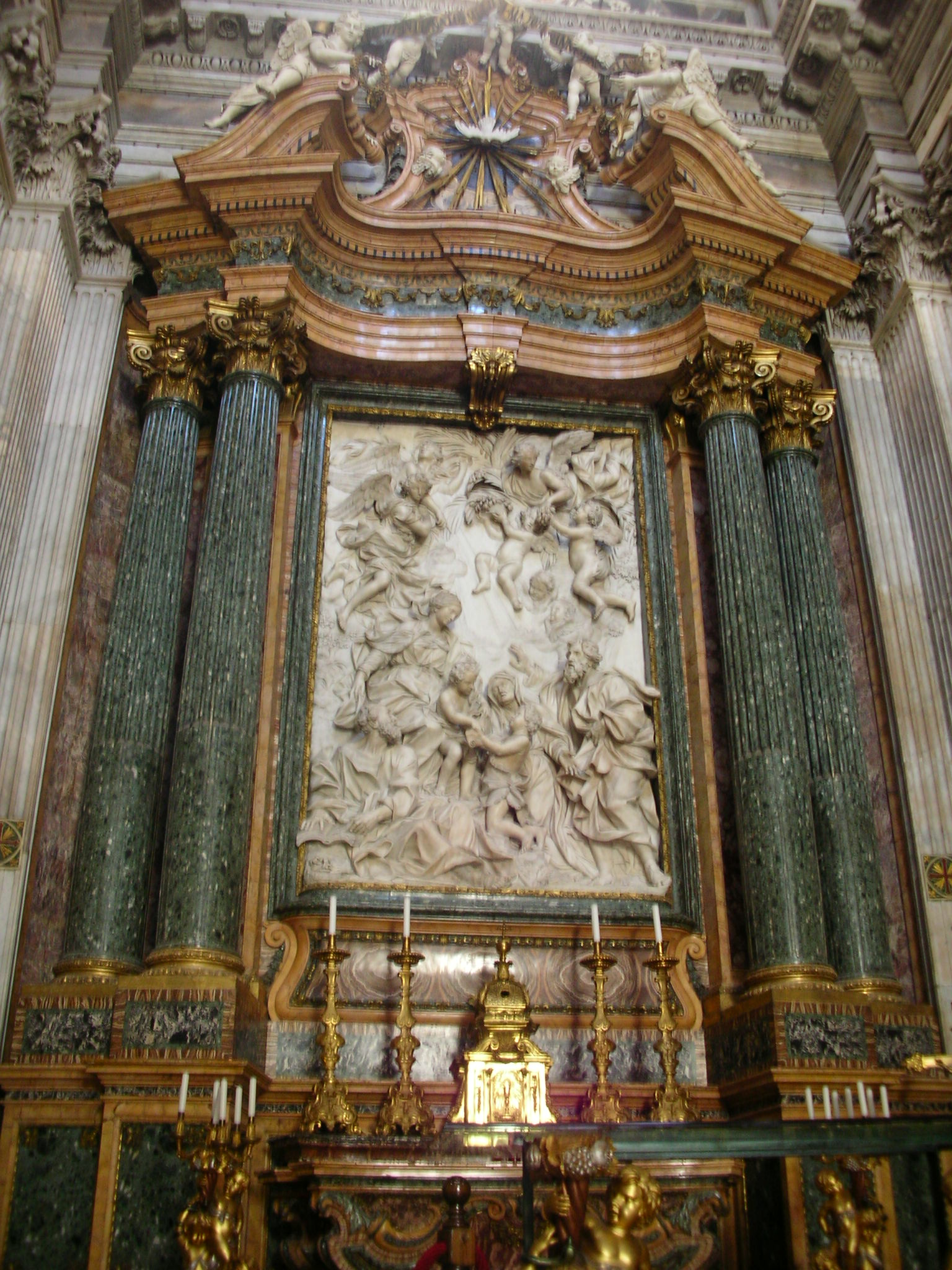
Главный алтарь. Д. Гвиди. Святое семейство с Иоанном Крестителем, Захарием и Елизаветой. 1676—1683
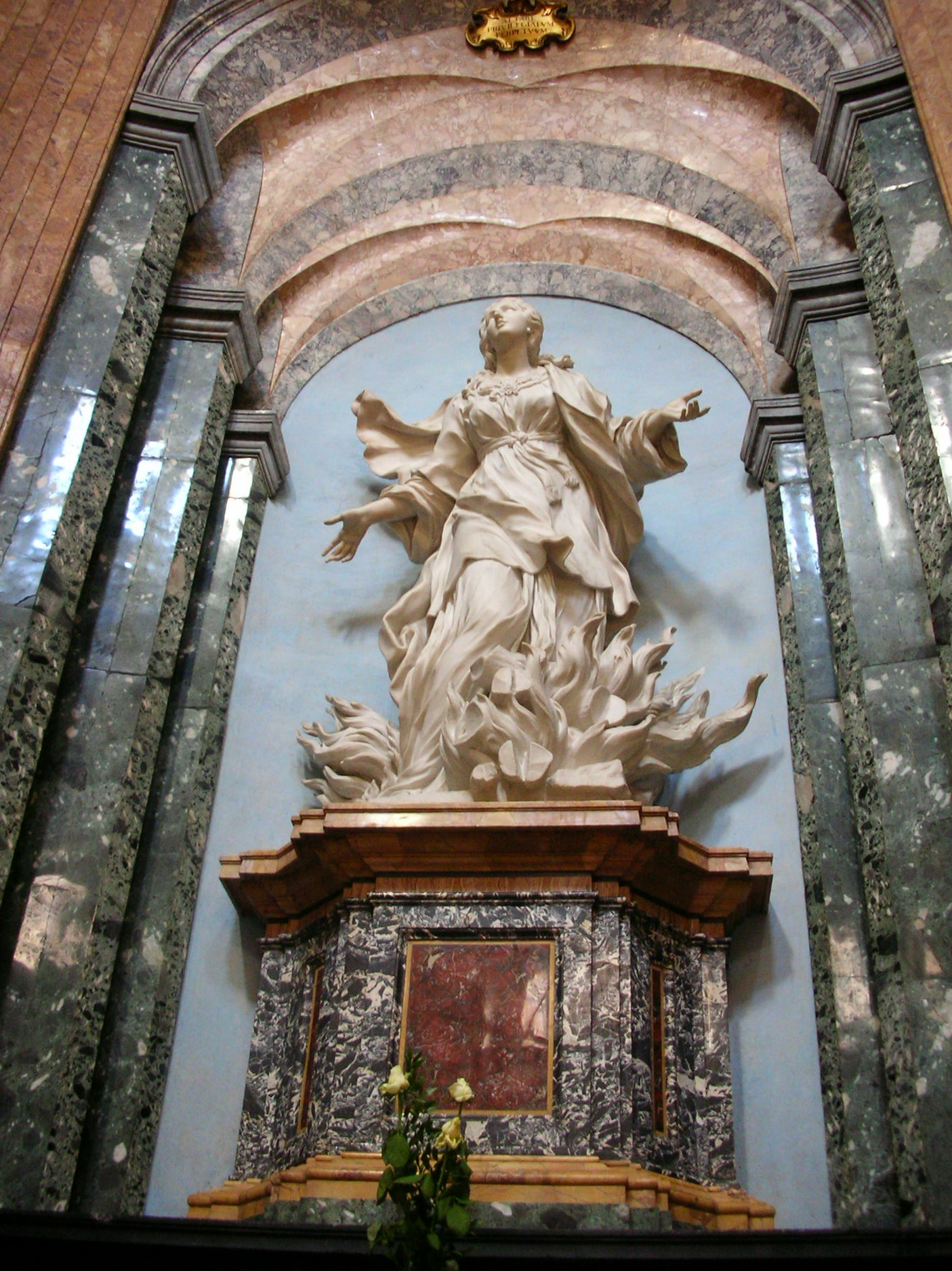
Э. Феррата. Святая Агнесса в огне. Ок. 1660
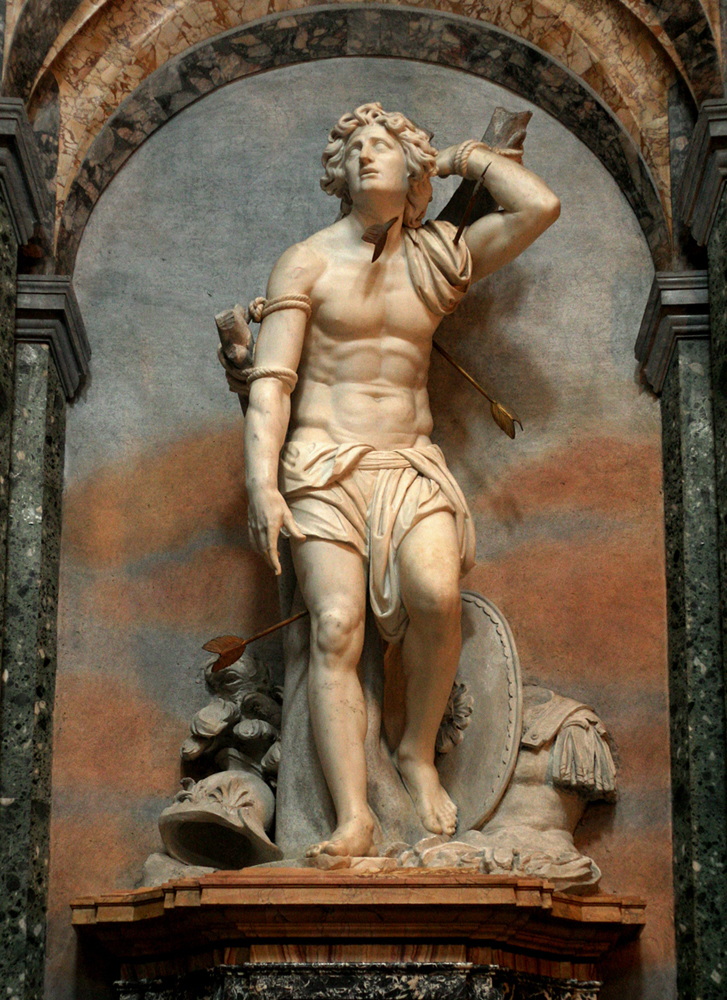
П. Кампи. Святой Себастьян. Ок. 1703
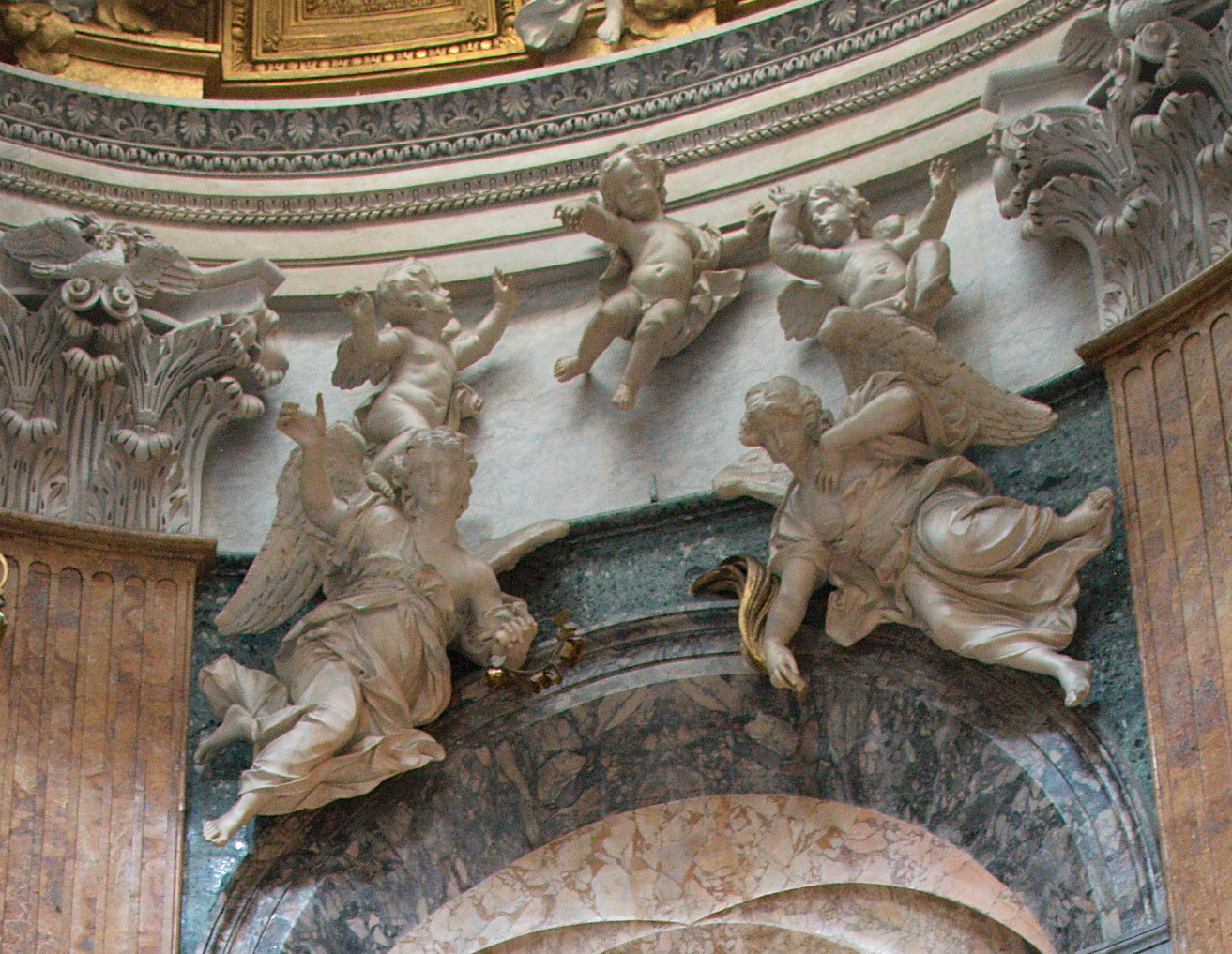
П. Легро Младший. Ангелы и путти ниши статуи Св. Себастьяна
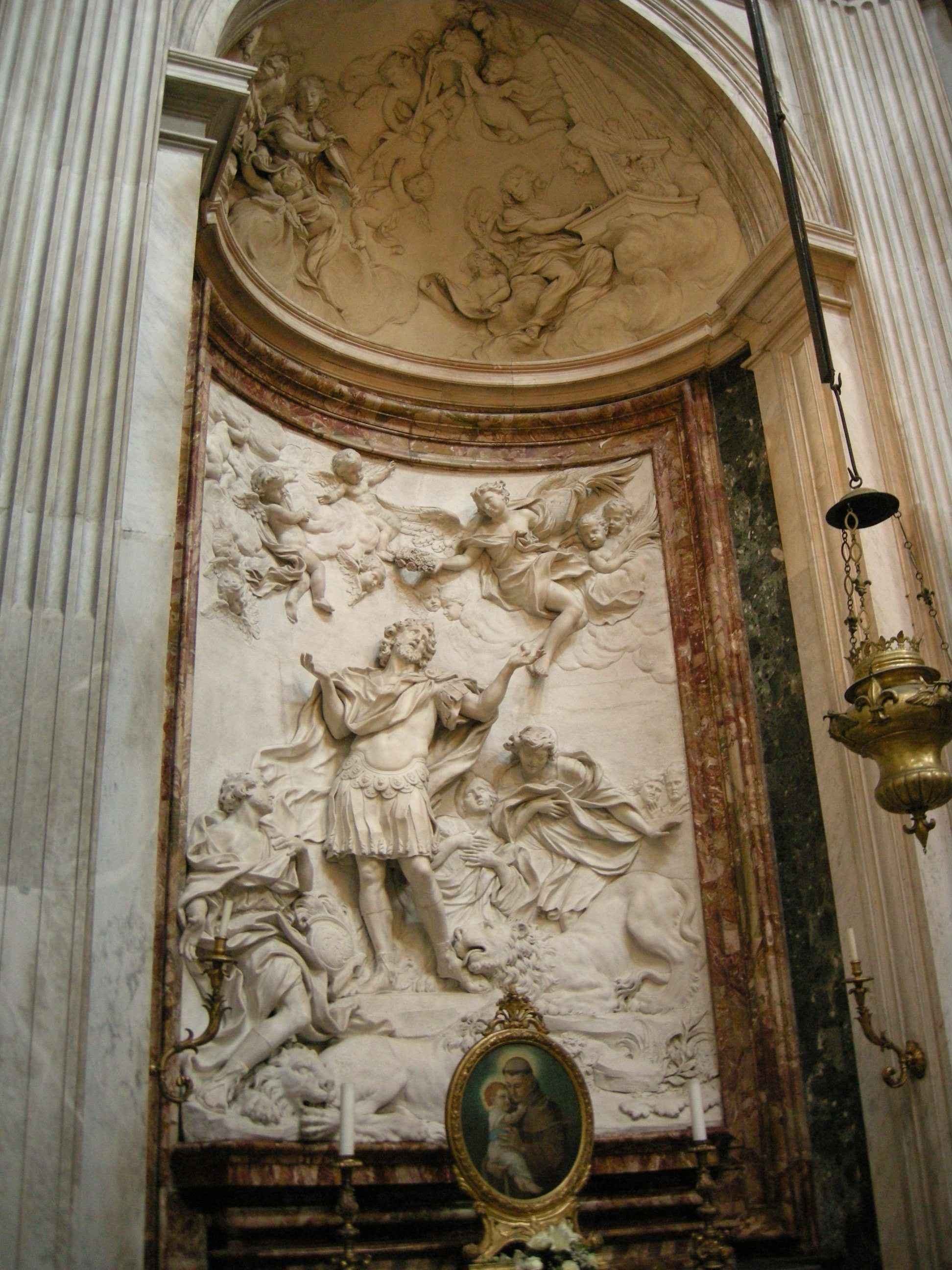
М. Каффа, Э. Феррата. Мученичество Святого Евстафия
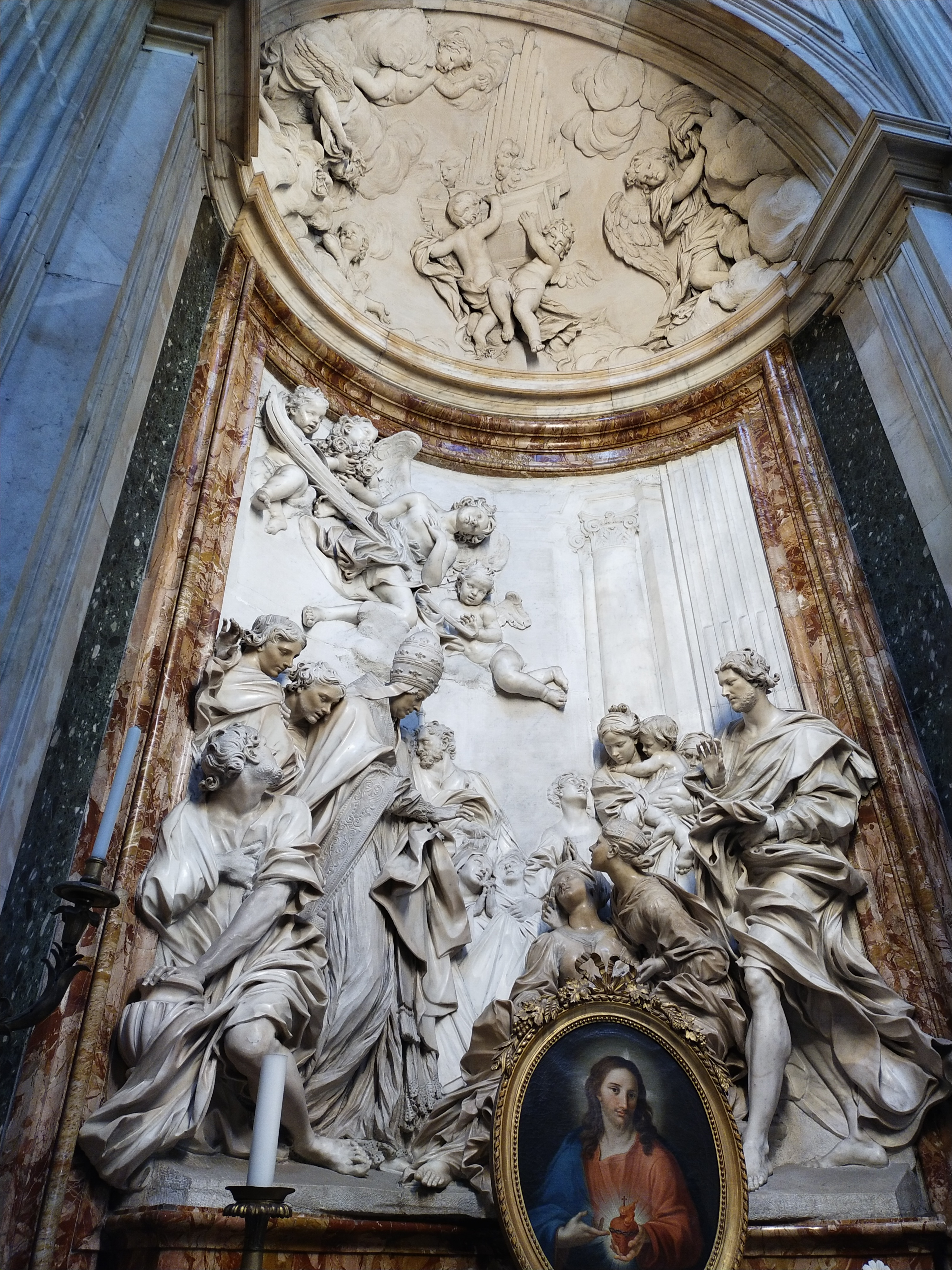
Э. А. Раджи. Алтарь Святой Чечилии
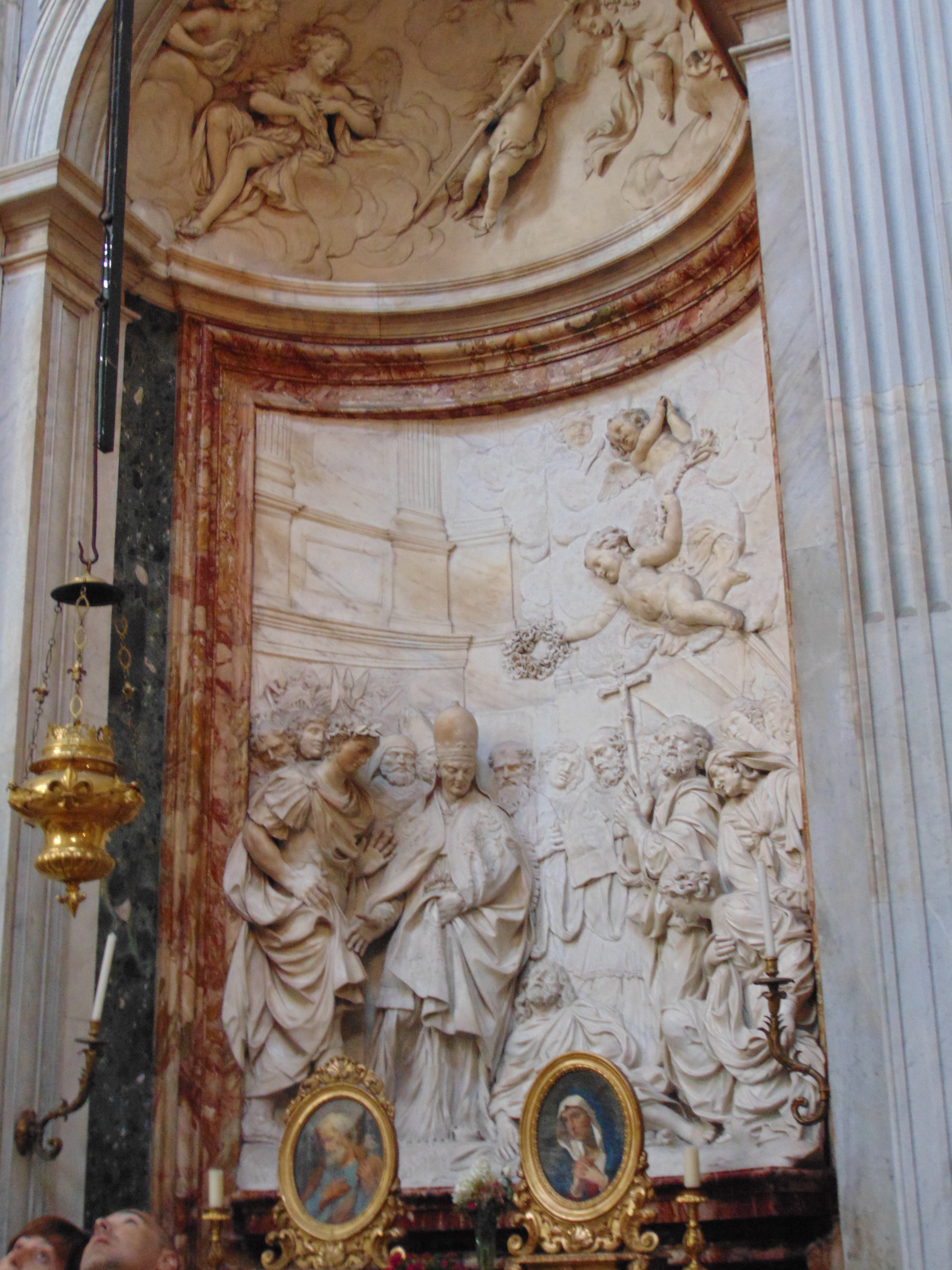
Дж. Ф. Росси. Смерть Святого Алессия
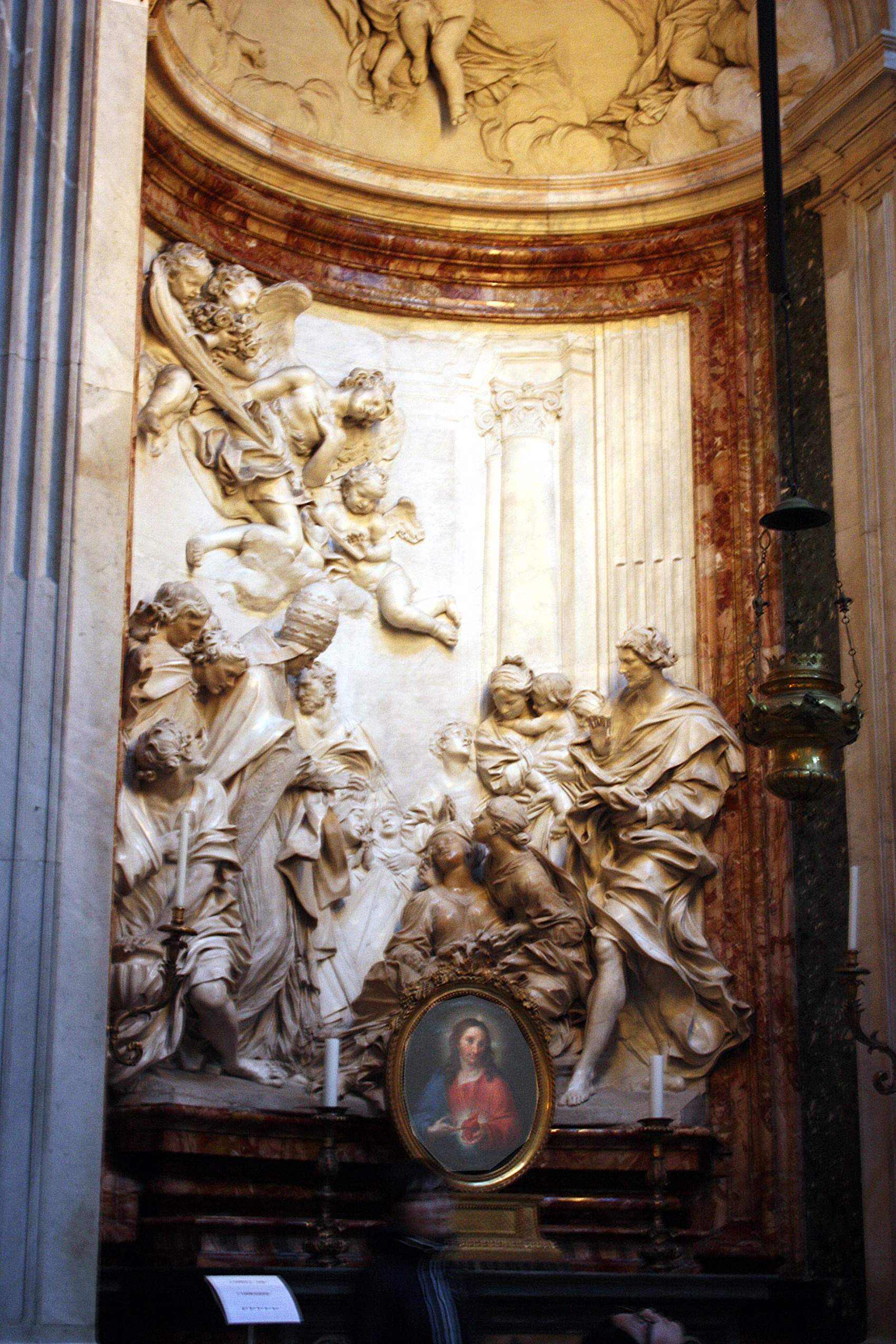
Э. А. Раджи. Смерть Святой Чечилии
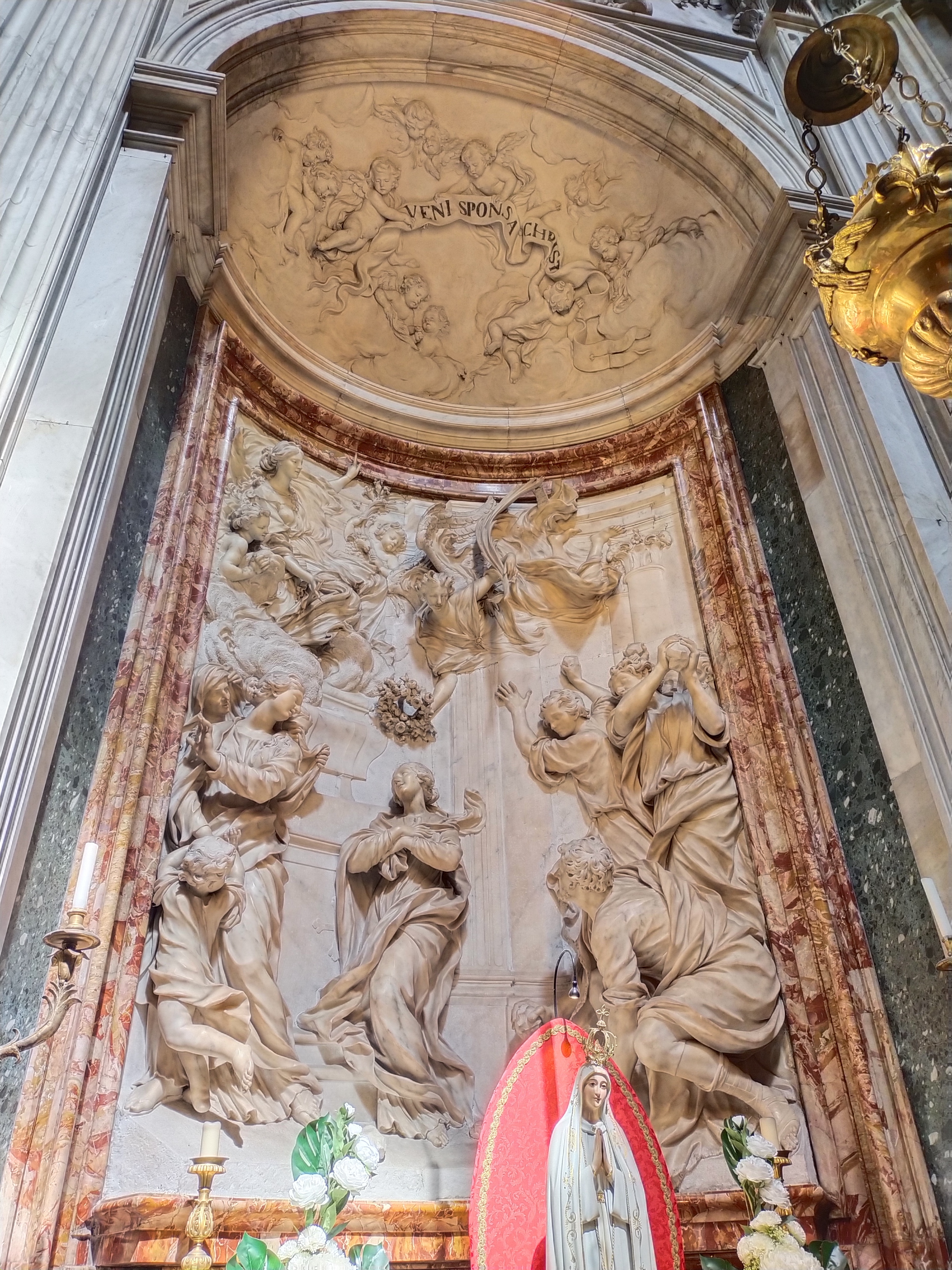
Э. Феррата, Л. Ретти. Мученичество Святой Емеренцианы
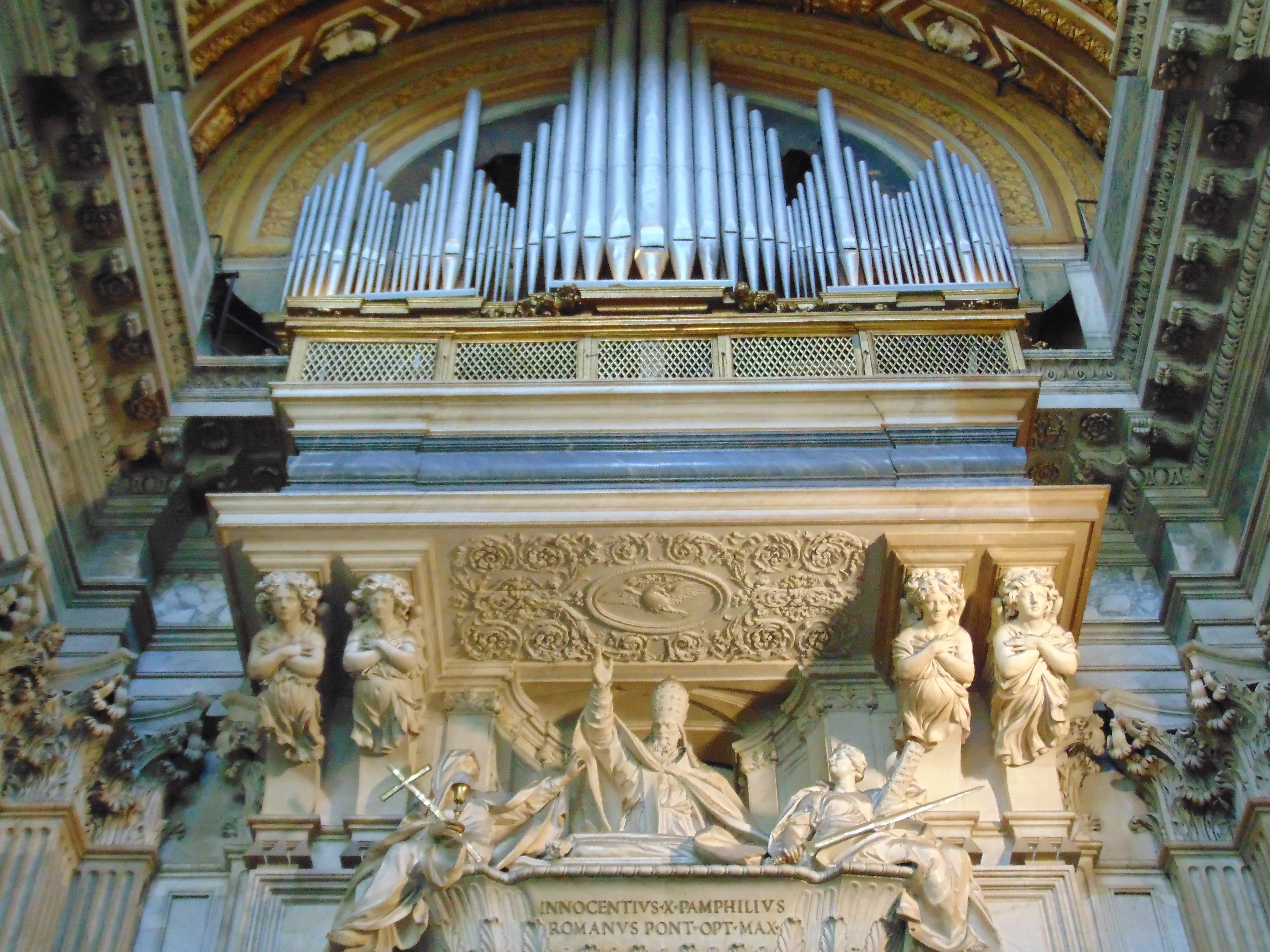
Дж. Б. Майни. Трибуна органа с гробницей папы Иннокентия X. 1730